# Трудовской сельсовет (Курганская область)
Трудовской сельсовет — упразднённые административно-территориальная единица и муниципальное образование (сельское поселение) в Звериноголовском муниципальном районе Курганской области России. Административный центр — село Труд и Знание.
24 декабря 2021 года сельсовет был упразднён в связи с преобразованием муниципального района в муниципальный округ.

## География
Расположено в центральной части Звериноголовского района.
Площадь сельского поселения составляет 24289 гектар.
Граничит:
- на севере с Бугровским сельским поселением;
- на востоке с Круглянским сельским поселением;
- на юге с Озёрнинским и Звериноголовским сельскими поселениями;
- на западе с Куртамышским районом[1].

Протяженность автодорог местного значения: 11,7 км.

## Население
| 1989 | 2002 | 2010 | 2012 | 2013 | 2014 | 2015 |
| ---- | ---- | ---- | ---- | ---- | ---- | ---- |
| 1295 | ↘893 | ↘681 | ↘641 | ↘598 | ↘574 | ↘555 |
| 2016 | 2017 | 2018 | 2019 | 2020 |      |      |
| ↘543 | ↘524 | ↘520 | ↘513 | ↘500 |      |      |

## Состав сельского поселения
| № | Населённый пункт | Тип населённого пункта       | Население |
| - | ---------------- | ---------------------------- | --------- |
| 1 | Лебедевка        | деревня                      | ↘66       |
| 2 | Северный         | деревня                      | ↘41       |
| 3 | Труд и Знание    | село, административный центр | ↘574      |

## Достопримечательности
- «Ленину 100 лет» — гигантская надпись, составленная в 1970 году из живых деревьев жителями посёлка Труд и Знание и работниками лесхоза, находится в юго-восточной части сельского поселения, приблизительно в 3 километрах западнее административного центра района[16].